# Dasychira renominata
Dasychira renominata är en fjärilsart som beskrevs av Embrik Strand 1915. Dasychira renominata ingår i släktet Dasychira och familjen tofsspinnare. Inga underarter finns listade i Catalogue of Life.